# Fédération échiquéenne francophone de Belgique
La Fédération échiquéenne francophone de Belgique (FEFB) est une association sans but lucratif créée en 1978 et qui a pour but de propager le jeu d'échecs, d'en étendre et d'en faciliter la connaissance et la pratique en Belgique francophone. Elle représente et défend les intérêts des cercles francophones de Belgique. Elle est membre de la Fédération royale belge des échecs (FRBE), avec la Vlaamse Schaak Federatie (fédération flamande) et la SchachVerband des Deutschsprachigen Belgien (fédération germanophone).
La FEFB organise les compétitions suivantes :
- les interclubs francophones
- le championnat individuel francophone
- le championnat individuel des parties rapides francophone
- le championnat jeunes francophones

La FEFB publie un bulletin officiel appelé le «Pion f». Celui-ci est disponible gratuitement en ligne

## Clubs membres
Royal Namur Échecs
Braine échecs